# غوستافو خورخي
غوستافو خورخي (بالإسبانية: Gustavo Jorge)‏ هو لاعب اتحاد الرغبي أرجنتيني، ولد في 24 أكتوبر 1971.